# پاپربارک خاردار بزرگ
پاپربارک خاردار بزرگ (نام علمی: Melaleuca styphelioides) نام یک گونه از تیره مورت است.